# 基督升天教堂 (雅罗斯拉夫尔)
57°37′34″N 39°52′14″E / 57.62619°N 39.87067°E
基督升天教堂（俄语：Вознесенская церковь）是俄罗斯雅罗斯拉夫尔西郊Kondakovo的一座东正教教堂，建于1677 -1682年。
此处的第一座教堂是由富有的希腊商人Basil Kondaki在1584年出资修建，以阻止修建一座 路德宗教堂的计划。 该堂规模不大，其食堂保留在后来17世纪的巴洛克建筑中。但是建于1745年的钟楼在20世纪拆除。
1918年，该堂遭战火破坏，后来由附近的谷仓使用。 教堂的穹顶遭到拆除。Aleksey Soplyakov作于1736年的壁画全部消失。直到2000年代后期，该建筑彩归还俄罗斯正教会，开始进行修复。

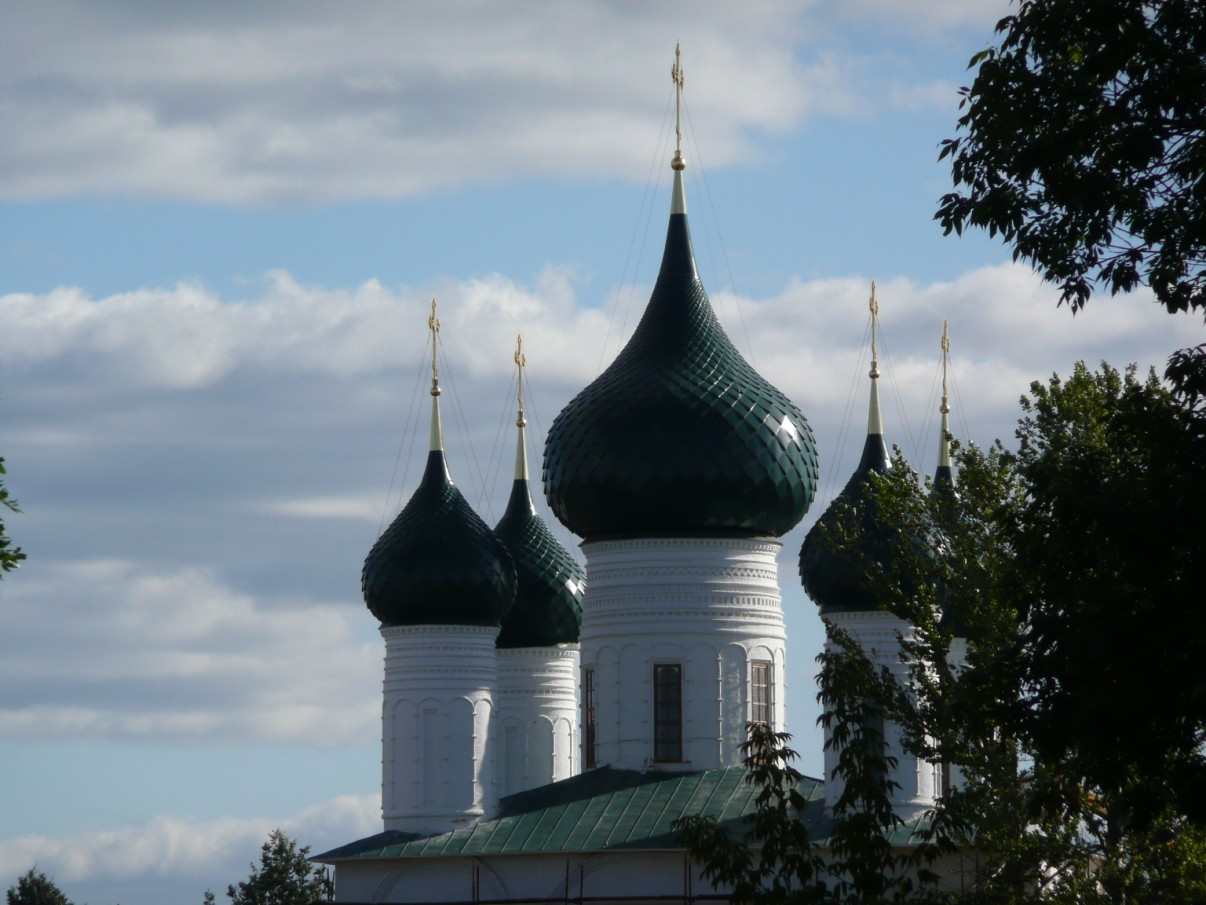
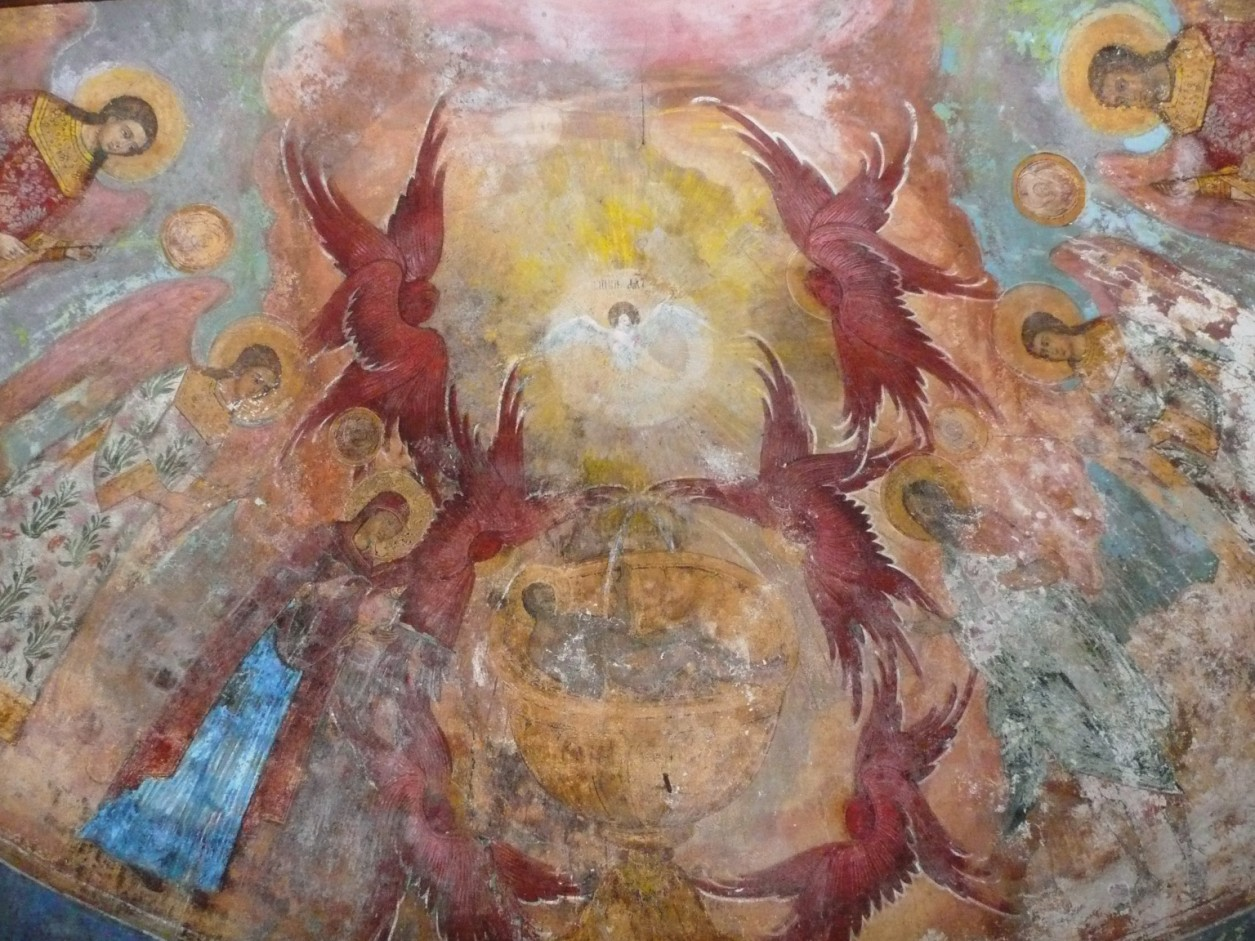
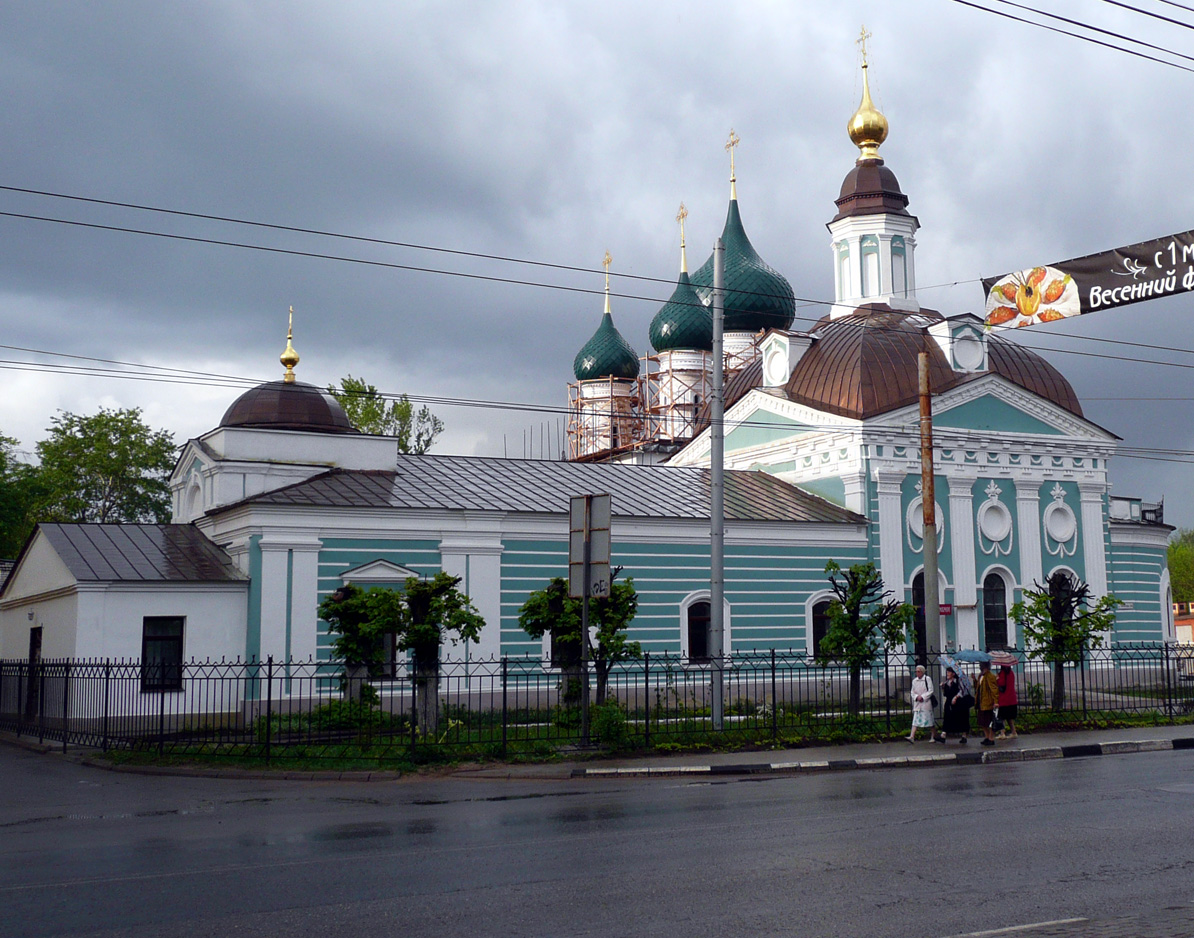